# Xestophrys indicus
Xestophrys indicus är en insektsart som beskrevs av Heinrich Hugo Karny 1907. Xestophrys indicus ingår i släktet Xestophrys och familjen vårtbitare. Inga underarter finns listade i Catalogue of Life.